# Mbongo (Mbankomo)
Pour les articles homonymes, voir Mbongo.
Mbongo est un village de la région du Centre au Cameroun, localisé dans la commune de Mbankomo et le département de la Méfou-et-Akono.

## Population
En 1965, Mbongo comptait 319 habitants, principalement des Ewondo.
Lors du recensement de 2005, ce nombre s'élevait à 261.